# Championnats d'Amérique du Nord de patinage artistique
Les championnats d'Amérique du Nord de patinage artistique (North American Figure Skating Championships en anglais) était une compétition bisannuelle de patinage artistique pour les patineurs américains et canadiens. La compétition a été organisée en alternance par les États-Unis et le Canada entre 1923 et 1971. 
Bien que l'événement ait été classé comme une compétition internationale avec les règles de l'Union internationale de patinage (ISU), elle était une initiative de coopération entre les fédérations américaines et canadiennes (U.S. Figure Skating & Canadian Figure Skating Association). Les deux fédérations avaient pour ancêtre un organisme appelé Ice Skating Union of America qui organisait des concours ouverts aux patineurs des deux pays dès 1913.
La compétition a été interrompue lorsque la fédération canadienne a brusquement annulé sa participation à l'événement de 1973, qui devait se tenir à Rochester dans l'État de New York. La fédération canadienne donne comme argument à cette annulation les problèmes de jugement (qui tend à favoriser les patineurs qui ont une majorité de juges dans leur panel) et la réticence des meilleurs patineurs à y participer juste avant les championnats du monde de patinage artistique. Mais la fédération canadienne souhaitait déjà à cette époque créer un concours de patinage artistique international, ouvert à tous les patineurs du monde issus des pays membres de l'ISU, et plus seulement aux seuls nord-américains. Elle crée ainsi le Skate Canada dès la fin de l'année 1973, et la fédération américaine fera de même six ans plus tard en 1979 avec le Skate America.
Cinq épreuves ont été organisées à ces championnats nord-américains: individuel messieurs, individuel dames, couple artistique, danse sur glace et quartette.

## Éditions
| Années    | Villes       | Pays       | Remarques                                                           |
| --------- | ------------ | ---------- | ------------------------------------------------------------------- |
| 1923      | Ottawa       | Canada     | Premiers championnats                                               |
| 1925      | Boston       | États-Unis |                                                                     |
| 1927      | Toronto      | Canada     |                                                                     |
| 1929      | Boston       | États-Unis |                                                                     |
| 1931      | Ottawa       | Canada     |                                                                     |
| 1933      | New York     | États-Unis |                                                                     |
| 1935      | Montréal     | Canada     |                                                                     |
| 1937      | Boston       | États-Unis |                                                                     |
| 1939      | Toronto      | Canada     |                                                                     |
| 1941      | Philadelphie | États-Unis |                                                                     |
| 1943      |              |            | Compétitions annulées à cause de la Seconde Guerre mondiale         |
| 1945      | New York     | États-Unis | Seule la compétition individuelle dames est organisée.              |
| 1947      | Ottawa       | Canada     | La danse sur glace fait son apparition                              |
| 1949      | Philadelphie | États-Unis | Dernière compétition de quartettes                                  |
| 1951      | Calgary      | Canada     |                                                                     |
| 1953      | Cleveland    | États-Unis |                                                                     |
| 1955      | Regina       | Canada     |                                                                     |
| 1957      | Rochester    | États-Unis |                                                                     |
| 1959      | Toronto      | Canada     |                                                                     |
| 1961      | Philadelphie | États-Unis |                                                                     |
| 1963      | Vancouver    | Canada     |                                                                     |
| 1965      | Rochester    | États-Unis | Première apparition du drapeau à la feuille d'érable pour le Canada |
| 1967      | Montréal     | Canada     |                                                                     |
| 1969      | Oakland      | États-Unis |                                                                     |
| 1971      | Peterborough | Canada     | Derniers championnats                                               |
| Référence |              |            |                                                                     |

## Médaillés

### Messieurs
| Médaillés de la compétition individuelle Messieurs | Médaillés de la compétition individuelle Messieurs | Médaillés de la compétition individuelle Messieurs | Médaillés de la compétition individuelle Messieurs | Médaillés de la compétition individuelle Messieurs |
| -------------------------------------------------- | -------------------------------------------------- | -------------------------------------------------- | -------------------------------------------------- | -------------------------------------------------- |
| Années                                             | Lieux                                              | Or                                                 | Argent                                             | Bronze                                             |
| 1923                                               | Ottawa                                             | Sherwin Badger                                     | Melville Rogers                                    | pas d'autres compétiteurs                          |
| 1925                                               | Boston                                             | Melville Rogers                                    | Nathaniel Niles                                    | pas d'autres compétiteurs                          |
| 1927                                               | Toronto                                            | Melville Rogers                                    | Sherwin Badger                                     | Roger Turner                                       |
| 1929                                               | Boston                                             | Montgomery Wilson                                  | Roger Turner                                       | Frederick Goodridge                                |
| 1931                                               | Ottawa                                             | Montgomery Wilson                                  | James Lester Madden                                | Gail Borden                                        |
| 1933                                               | New York                                           | Montgomery Wilson                                  | James Lester Madden                                | Robin Lee                                          |
| 1935                                               | Montréal                                           | Montgomery Wilson                                  | Robin Lee                                          | James Lester Madden                                |
| 1937                                               | Boston                                             | Montgomery Wilson                                  | Roger Turner                                       | Ralph McCreath                                     |
| 1939                                               | Toronto                                            | Montgomery Wilson                                  | Robin Lee                                          | Ralph McCreath                                     |
| 1941                                               | Philadelphie                                       | Ralph McCreath                                     | Eugene Turner                                      | William Grimditch                                  |
| 1943                                               | Annulé                                             | Annulé                                             | Annulé                                             | Annulé                                             |
| 1945                                               | Annulé                                             | Annulé                                             | Annulé                                             | Annulé                                             |
| 1947                                               | Ottawa                                             | Dick Button                                        | James Grogan                                       | Wallace Diestelmeyer                               |
| 1949                                               | Philadelphie                                       | Dick Button                                        | James Grogan                                       | Hayes Alan Jenkins                                 |
| 1951                                               | Calgary                                            | Dick Button                                        | James Grogan                                       | Hayes Alan Jenkins                                 |
| 1953                                               | Cleveland                                          | Hayes Alan Jenkins                                 | Peter Firstbrook                                   | Ronnie Robertson                                   |
| 1955                                               | Regina                                             | Hayes Alan Jenkins                                 | David Jenkins                                      | Charles Snelling                                   |
| 1957                                               | Rochester                                          | David Jenkins                                      | Charles Snelling                                   | Tim Brown                                          |
| 1959                                               | Toronto                                            | Donald Jackson                                     | Tim Brown                                          | Robert Brewer                                      |
| 1961                                               | Philadelphie                                       | Donald Jackson                                     | Bradley Lord                                       | Gregory Kelley                                     |
| 1963                                               | Vancouver                                          | Donald McPherson                                   | Thomas Litz                                        | Scott Allen                                        |
| 1965                                               | Rochester                                          | Gary Visconti                                      | Scott Allen                                        | Donald Knight                                      |
| 1967                                               | Montréal                                           | Donald Knight                                      | Scott Allen                                        | Gary Visconti                                      |
| 1969                                               | Oakland                                            | Tim Wood                                           | Jay Humphry                                        | John Misha Petkevich                               |
| 1971                                               | Peterborough                                       | John Misha Petkevich                               | Toller Cranston                                    | Kenneth Shelley                                    |

### Dames
| Médaillées de la compétition individuelle Dames | Médaillées de la compétition individuelle Dames | Médaillées de la compétition individuelle Dames | Médaillées de la compétition individuelle Dames | Médaillées de la compétition individuelle Dames |
| ----------------------------------------------- | ----------------------------------------------- | ----------------------------------------------- | ----------------------------------------------- | ----------------------------------------------- |
| Années                                          | Lieux                                           | Or                                              | Argent                                          | Bronze                                          |
| 1923                                            | Ottawa                                          | Theresa Weld-Blanchard                          | Beatrice Loughran                               | Dorothy Jenkins                                 |
| 1925                                            | Boston                                          | Beatrix Loughran                                | Cecil Smith                                     | Theresa Weld-Blanchard                          |
| 1927                                            | Toronto                                         | Beatrix Loughran                                | Constance Wilson                                | Cecil Smith                                     |
| 1929                                            | Boston                                          | Constance Wilson                                | Maribel Vinson                                  | Suzanne Davis                                   |
| 1931                                            | Ottawa                                          | Constance Wilson                                | Elizabeth Fisher                                | Edith Secord                                    |
| 1933                                            | New York                                        | Constance Wilson-Samuel                         | Cecil Smith                                     | Suzanne Davis                                   |
| 1935                                            | Montréal                                        | Constance Wilson-Samuel                         | Maribel Vinson                                  | Suzanne Davis                                   |
| 1937                                            | Boston                                          | Maribel Vinson                                  | Veronica Clarke                                 | Eleanor O'Meara                                 |
| 1939                                            | Toronto                                         | Mary Rose Thacker                               | Joan Tozzer                                     | Norah McCarthy                                  |
| 1941                                            | Philadelphie                                    | Mary Rose Thacker                               | Eleanor O'Meara                                 | Norah McCarthy                                  |
| 1943                                            | Annulé                                          | Annulé                                          | Annulé                                          | Annulé                                          |
| 1945                                            | New York                                        | Barbara Ann Scott                               | Gretchen Merrill                                | Janette Ahrens                                  |
| 1947                                            | Ottawa                                          | Barbara Ann Scott                               | Janette Ahrens                                  | Yvonne Sherman                                  |
| 1949                                            | Philadelphie                                    | Yvonne Sherman                                  | Marlene Smith                                   | Virginia Baxter                                 |
| 1951                                            | Calgary                                         | Sonya Klopfer                                   | Suzanne Morrow                                  | Tenley Albright                                 |
| 1953                                            | Cleveland                                       | Tenley Albright                                 | Carol Heiss                                     | Barbara Gratton                                 |
| 1955                                            | Regina                                          | Tenley Albright                                 | Carol Heiss                                     | Patricia Firth                                  |
| 1957                                            | Rochester                                       | Carol Heiss                                     | Carole Jane Pachl                               | Joan Schenke                                    |
| 1959                                            | Toronto                                         | Carol Heiss                                     | Lynn Finnegan                                   | Nancy Heiss                                     |
| 1961                                            | Philadelphie                                    | Laurence Owen                                   | Wendy Griner                                    | Sonia Snelling                                  |
| 1963                                            | Vancouver                                       | Wendy Griner                                    | Petra Burka                                     | Shirra Kenworthy                                |
| 1965                                            | Rochester                                       | Petra Burka                                     | Peggy Fleming                                   | Valerie Jones                                   |
| 1967                                            | Montréal                                        | Peggy Fleming                                   | Valerie Jones                                   | Albertina Noyes                                 |
| 1969                                            | Oakland                                         | Janet Lynn                                      | Karen Magnussen                                 | Linda Carbonetto                                |
| 1971                                            | Peterborough                                    | Karen Magnussen                                 | Janet Lynn                                      | Suna Murray                                     |

### Couples artistiques
| Médaillés de la compétition des Couples artistiques | Médaillés de la compétition des Couples artistiques | Médaillés de la compétition des Couples artistiques | Médaillés de la compétition des Couples artistiques | Médaillés de la compétition des Couples artistiques |
| --------------------------------------------------- | --------------------------------------------------- | --------------------------------------------------- | --------------------------------------------------- | --------------------------------------------------- |
| Années                                              | Lieux                                               | Or                                                  | Argent                                              | Bronze                                              |
| 1923                                                | Ottawa                                              | Dorothy Jenkins / Andrew Gordon McLennan            | Theresa Weld-Blanchard / Nathaniel Niles            | Channing Frothingham / Charles Rotch                |
| 1925                                                | Boston                                              | Theresa Weld-Blanchard / Nathaniel Niles            | Gladys Rogers / Melville Rogers                     | pas d'autres compétiteurs                           |
| 1927                                                | Toronto                                             | Marion McDougall / Chauncey Bangs                   | Theresa Weld-Blanchard / Nathaniel Niles            | Constance Wilson / Montgomery Wilson                |
| 1929                                                | Boston                                              | Constance Wilson / Montgomery Wilson                | Theresa Weld-Blanchard / Nathaniel Niles            | Maribel Vinson / Thornton Coolidge                  |
| 1931                                                | Ottawa                                              | Constance Wilson / Montgomery Wilson                | Frances Claudet / Chauncey Bangs                    | Beatrix Loughran / Sherwin Badger                   |
| 1933                                                | New York                                            | Constance Wilson-Samuel / Montgomery Wilson         | Maude Smith / Jack Eastwood                         | Kathleen Lopdell / Donald Cruikshank                |
| 1935                                                | Montréal                                            | Maribel Vinson / George Hill                        | Constance Wilson-Samuel / Montgomery Wilson         | Louise Bertram / Stewart Reburn                     |
| 1937                                                | Boston                                              | Veronica Clarke / Ralph McCreath                    | Maribel Vinson / George Hill                        | Grace Madden / James Lester Madden                  |
| 1939                                                | Toronto                                             | Joan Tozzer / Bernard Fox                           | Norah McCarthy / Ralph McCreath                     | Aidrie Cruikshank / Donald Cruikshank               |
| 1941                                                | Philadelphie                                        | Eleanor O'Meara / Ralph McCreath                    | Donna Atwood / Eugene Turner                        | Patricia Vaeth / Jack Might                         |
| 1943                                                | Annulé                                              | Annulé                                              | Annulé                                              | Annulé                                              |
| 1945                                                | Annulé                                              | Annulé                                              | Annulé                                              | Annulé                                              |
| 1947                                                | Ottawa                                              | Suzanne Morrow / Wallace Distelmeyer                | Yvonne Sherman / Robert Swenning                    | Karol Kennedy / Peter Kennedy                       |
| 1949                                                | Philadelphie                                        | Karol Kennedy / Peter Kennedy                       | Marlene Smith / Donald Gilchrist                    | Irene Maguire / Walter Muehlbronner                 |
| 1951                                                | Calgary                                             | Karol Kennedy / Peter Kennedy                       | Janet Gerhauser / John Nightingale                  | Jane Kirby / Donald Tobin                           |
| 1953                                                | Cleveland                                           | Frances Dafoe / Norris Bowden                       | Carole Ann Ormaca / Robin Greiner                   | Margaret Anne Graham / Hugh Graham                  |
| 1955                                                | Regina                                              | Frances Dafoe / Norris Bowden                       | Carole Ann Ormaca / Robin Greiner                   | Barbara Wagner / Robert Paul                        |
| 1957                                                | Rochester                                           | Barbara Wagner / Robert Paul                        | Maria Jelinek / Otto Jelinek                        | Nancy Rouillard / Ronald Ludington                  |
| 1959                                                | Toronto                                             | Barbara Wagner / Robert Paul                        | Nancy Ludington / Ronald Ludington                  | Maribel Owen / Dudley Richards                      |
| 1961                                                | Philadelphie                                        | Maria Jelinek / Otto Jelinek                        | Maribel Owen / Dudley Richards                      | Debbi Wilkes / Guy Revell                           |
| 1963                                                | Vancouver                                           | Debbi Wilkes / Guy Revell                           | Gertrude DesJardins / Maurice LaFrance              | Vivian Joseph / Ronald Joseph                       |
| 1965                                                | Rochester                                           | Vivian Joseph / Ronald Joseph                       | Cynthia Kauffman / Ronald Kauffman                  | Susan Huehnergard / Paul Huehnergard                |
| 1967                                                | Montréal                                            | Cynthia Kauffman / Ronald Kauffman                  | Susan Berens / Roy Wagelein                         | Betty Jean Lewis / Richard Gilbert                  |
| 1969                                                | Oakland                                             | Cynthia Kauffman / Ronald Kauffman                  | JoJo Starbuck / Kenneth Shelley                     | Mary Petrie / Robert McAvoy                         |
| 1971                                                | Peterborough                                        | JoJo Starbuck / Kenneth Shelley                     | Melissa Militano / Mark Militano                    | Sandra Bezic / Val Bezic                            |

### Danse sur glace
| Médaillés de danse sur glace | Médaillés de danse sur glace | Médaillés de danse sur glace          | Médaillés de danse sur glace        | Médaillés de danse sur glace       |
| ---------------------------- | ---------------------------- | ------------------------------------- | ----------------------------------- | ---------------------------------- |
| Années                       | Lieux                        | Or                                    | Argent                              | Bronze                             |
| 1947                         | Ottawa                       | Lois Waring / Walter Bainbridge       | Ann Davies / Carleton Hoffner       | Marcella Willis / Frank Davenport  |
| 1949                         | Philadelphie                 | Lois Waring / Walter Bainbridge       | Irene Maguire / Walter Muehlbronner | Ann Davies / Carleton Hoffner      |
| 1951                         | Calgary                      | Carmel Bodel / Edward Bodel           | Carol Ann Peters / Daniel Ryan      | Pierette Paquin / Donald Tobin     |
| 1953                         | Cleveland                    | Carol Ann Peters / Daniel Ryan        | Virginia Hoyns / Donald Jacoby      | Carmel Bodel / Edward Bodel        |
| 1955                         | Regina                       | Carmel Bodel / Edward Bodel           | Joan Zamboni / Roland Junso         | Virginia Hoyns / William Kipp      |
| 1957                         | Rochester                    | Geraldine Fenton / William McLachlan  | Joan Zamboni / Roland Junso         | Sharon McKenzie / Bert Wright      |
| 1959                         | Toronto                      | Geraldine Fenton / William McLachlan  | Andree Jacoby / Donald Jacoby       | Anne Martin / Edward Collins       |
| 1961                         | Philadelphie                 | Virginia Thompson / William McLachlan | Dona Lee Carrier / Roger Campbell   | Paulette Doan / Kenneth Ormsby     |
| 1963                         | Vancouver                    | Paulette Doan / Kenneth Ormsby        | Donna Mitchell / John Mitchell      | Sally Schantz / Stanley Urban      |
| 1965                         | Rochester                    | Lorna Dyer / John Carrell             | Kristin Fortune / Dennis Sveum      | Carole Forrest / Kevin Lethbridge  |
| 1967                         | Montréal                     | Lorna Dyer / John Carrell             | Joni Graham / Don Phillips          | Judy Schwomeyer / James Sladky     |
| 1969                         | Oakland                      | Donna Taylor / Bruce Lennie           | Judy Schwomeyer / James Sladky      | Debbie Gerken / Raymond Tiedemann  |
| 1971                         | Peterborough                 | Judy Schwomeyer / James Sladky        | Anne Millier / Harvey Millier       | Mary Karen Campbell / Johnny Johns |

### Quartettes
| Médaillés des quartettes | Médaillés des quartettes     | Médaillés des quartettes                                                 | Médaillés des quartettes                                                    | Médaillés des quartettes                                                         |
| ------------------------ | ---------------------------- | ------------------------------------------------------------------------ | --------------------------------------------------------------------------- | -------------------------------------------------------------------------------- |
| Années                   | Lieux                        | Or                                                                       | Argent                                                                      | Bronze                                                                           |
| 1923                     | Ottawa                       | Elizabeth Blair, Florence Wilson, Philip H. Chrysler, C.R. Morphy        | Clara Hartman / Grace Munstock / Paul Armitage / Joel B. Liberman           | Clara Frothingham, Theresa Weld-Blanchard, Sherwin Badger / Charles Morgan Rotch |
| 1925                     | Pas de compétition organisée | Pas de compétition organisée                                             | Pas de compétition organisée                                                | Pas de compétition organisée                                                     |
| 1927                     | Pas de compétition organisée | Pas de compétition organisée                                             | Pas de compétition organisée                                                | Pas de compétition organisée                                                     |
| 1929                     | Pas de compétition organisée | Pas de compétition organisée                                             | Pas de compétition organisée                                                | Pas de compétition organisée                                                     |
| 1931                     | Ottawa                       | Frances Claudet, Kathleen Lopdell, Melville Rogers, Guy Owen             | Cecil Smith / Maude Smith / Stewart Reburn / Jack Eastwood                  | Mary Littlejohn / Elizabeth Fisher / Jack Hose / Hubert Sprott                   |
| 1933                     | New York                     | Margaret Davis, Prudence Holbrook, Melville Rogers, Guy Owen             | Constance Wilson-Samuel, Elizabeth Fisher, Montgomery Wilson, Hubert Sprott | Theresa Weld-Blanchard / Suzanne Davis / Fred Parmenter / Richard L. Hapgood     |
| 1935                     | Montréal                     | Margaret Davis, Prudence Holbrook, Melville Rogers, Guy Owen             | Nettie Prantel / Ardelle Kloss / Joseph Savage / Roy Hunt                   | Suzanne Davis / Grace Madden / George Hill / Frederick Goodridge                 |
| 1937                     | Boston                       | Margaret Davis, Prudence Holbrook, Melville Rogers, Guy Owen             | Naomi Slater, Aidrie Cruikshank, Jack Hose, Donald Cruikshank               | Nettie Prantel / Ardelle Kloss / Joseph Savage / George Boltres                  |
| 1939                     | Toronto                      | Dorothy Caley, Hazel Caley, Ralph McCreath, Montgomery Wilson            | Gillian Watson, Ruth Hall, Sandy McKechnie, Donald Gilchrist                | Nettie Prantel, Marjorie Parker, Joseph Savage, George Boltres                   |
| 1941                     | Philadelphie                 | Janette Ahrens, Mary Louise Premer, Robert Uppgren, Lyman Wakefield, Jr. | Therese McCarthy, Virginia Wilson, Donald Gilchrist, Michael Kirby          | pas d'autres compétiteurs                                                        |
| 1943                     | Championnats annulés         | Championnats annulés                                                     | Championnats annulés                                                        | Championnats annulés                                                             |
| 1945                     | Pas de compétition organisée | Pas de compétition organisée                                             | Pas de compétition organisée                                                | Pas de compétition organisée                                                     |
| 1947                     | Pas de compétition organisée | Pas de compétition organisée                                             | Pas de compétition organisée                                                | Pas de compétition organisée                                                     |
| 1949                     | Philadelphie                 | Janet Gerhauser, Marilyn Thomsen, Marlyn Thomsen, John Nightingale       | Mary Kenner, Vera Smith, Peter Dunfield, Peter Firstbrook                   | Jean Matzke, Elizabeth Royer, E. Newbold Black, Henry Mayer                      |